# Nijyn
Nijyn (em ucraniano:   Ні́жин; em russo:   Не́жин; em polonês/polaco:   Nieżyn) é uma cidade da Ucrânia, situada no Oblast de Tchernihiv. Tem 43,2 km² de área e sua população em 2020 foi estimada em 68.007 habitantes.